# 欧迪耶讷 (旧市镇)
欧迪耶讷（法語：Audierne，法語發音：[odjɛʁn]）是法国菲尼斯泰尔省的一个旧市镇，属于坎佩尔区。2016年，欧迪耶讷与市镇埃斯基比安合并为新的欧迪耶讷。

## 地理
欧迪耶讷（48°1'27"N, 4°32'30"W）面积2.95 平方千米，位于法国布列塔尼大區菲尼斯泰尔省，该省份为法国最西部的省份，位于布列塔尼半岛西部，北西南三面环大西洋，东临阿摩尔滨海省和莫尔比昂省。
与欧迪耶讷接壤的市镇（或旧市镇、城区）包括：埃斯基比安。

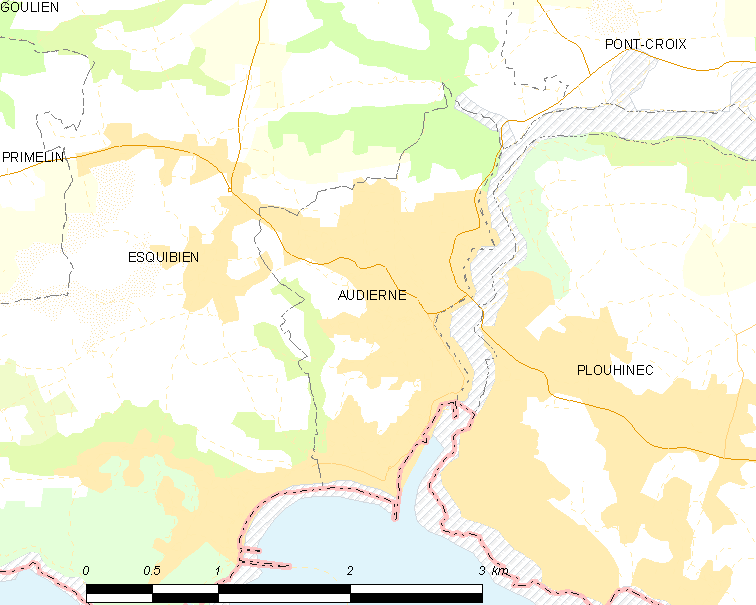
的OSM定位图

欧迪耶讷的时区为UTC+01:00、UTC+02:00（夏令时）。

## 行政
欧迪耶讷的邮政编码为29770，INSEE市镇编码为29003。

## 政治
欧迪耶讷所属的省级选区为杜瓦讷内县。

## 人口

1962-2008年间人口变化图示

欧迪耶讷于2018年1月1日时的人口数量为2151人。